# Takengon Timur
Takengon Timur is een bestuurslaag in het regentschap Aceh Tengah van de provincie Atjeh, Indonesië. Takengon Timur telt 4733 inwoners (volkstelling 2010).